# 亨訥山
46°54′34″N 10°8′22″E / 46.90944°N 10.13944°E

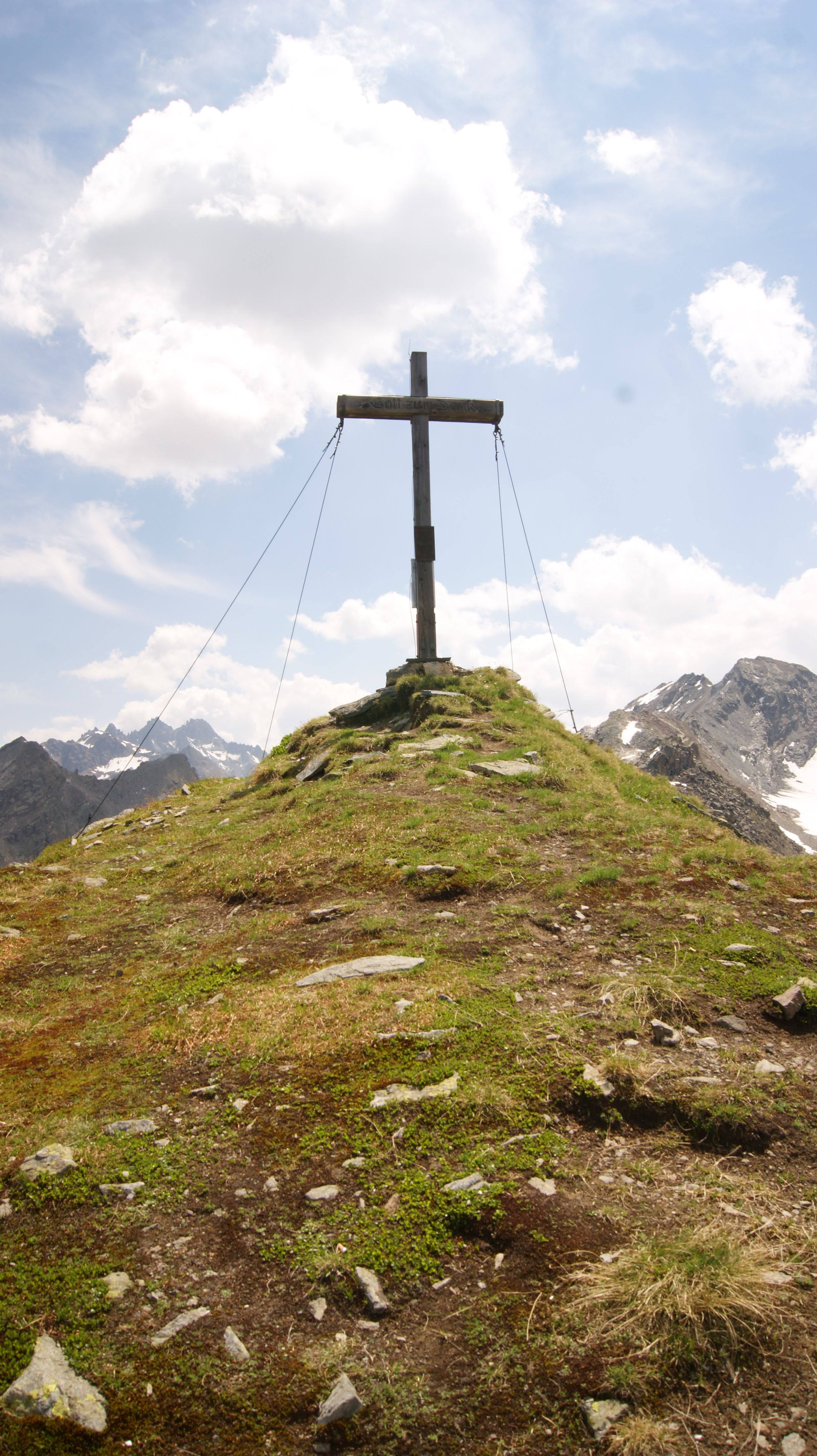

亨訥山（德語：Hennekopf），是奧地利的山峰，位於該國西部，由蒂羅爾州負責管轄，屬於錫爾夫雷塔阿爾卑斯山脈的一部分，海拔高度2,704米，每年平均降雨量1,367毫米。